# 克拉斯纳亚河 (特米河)
克拉斯纳亚河（俄语：Река Красная）是萨哈林州特莫夫斯科耶区的河流，长46公里，流域面积285平方公里，注入特米河，水流主要来自降水和融雪。